# Łuchowka
Łuchowka (ros. Луховка) – osiedle typu miejskiego w środkowej Rosji, w Mordowii. W 2005 roku liczyło 9075 mieszkańców.